# Czkalow
Czkalow – wieś w Armenii, w prowincji Lorri. W 2011 roku liczyła 144 mieszkańców.